# Richfield (Carolina del Nord)
Richfield és una població dels Estats Units a l'estat de Carolina del Nord. Segons el cens del 2000 tenia 515 habitants.

## Demografia
Segons el cens del 2000, Richfield tenia 515 habitants, 197 habitatges i 144 famílies. La densitat de població era de 95,6 habitants per km².
Dels 197 habitatges en un 34% hi vivien nens de menys de 18 anys, en un 56,9% hi vivien parelles casades, en un 12,2% dones solteres, i en un 26,9% no eren unitats familiars. En el 23,9% dels habitatges hi vivien persones soles el 9,1% de les quals corresponia a persones de 65 anys o més que vivien soles. El nombre mitjà de persones vivint en cada habitatge era de 2,61 i el nombre mitjà de persones que vivien en cada família era de 3,13.
Per edats la població es repartia de la següent manera: un 27,4% tenia menys de 18 anys, un 6,4% entre 18 i 24, un 29,7% entre 25 i 44, un 25,6% de 45 a 60 i un 10,9% 65 anys o més.
L'edat mediana era de 36 anys. Per cada 100 dones de 18 o més anys hi havia 102,2 homes.
La renda mediana per habitatge era de 40.083 $ i la renda mediana per família de 41.442 $. Els homes tenien una renda mediana de 26.420 $ mentre que les dones 23.542 $. La renda per capita de la població era de 15.334 $. Entorn del 4,7% de les famílies i el 5,7% de la població estaven per davall del llindar de pobresa.

## Poblacions més properes
El següent diagrama mostra les poblacions més properes.